# Юнацька збірна Румунії з футболу (U-19)
Юнацька збірна Румунії з футболу (U-19) — національна футбольна збірна Румунії, що складається із гравців віком до 19 років. Керівництво командою здійснює Румунська футбольна федерація. До зміни формату юнацьких чемпіонатів Європи у 2001 році функціонувала як збірна до 18 років.
Головним турніром для команди є Юнацький чемпіонат Європи з футболу (U-19), успішний виступ на якому дозволяє отримати путівку на Молодіжний чемпіонат світу, у якому команда бере участь вже у форматі збірної U-20. Також може брати участь у товариських і регіональних змаганнях.

## Юнацький чемпіонат Європи з футболу (U-19)
| Рік  | Раунд         | В | Н | П | Г+ | Г- |
| ---- | ------------- | - | - | - | -- | -- |
| 2011 | груповий етап | 0 | 1 | 2 | 1  | 4  |
| 2022 | груповий етап | 0 | 0 | 3 | 2  | 5  |
| 2025 | півфінал      | 2 | 0 | 2 | 7  | 7  |